# Rodrigo Defendi
Rodrigo Defendi (Ribeirão Preto, 16 de Junho de 1986) é um ex-futebolista brasileiro que atuava como zagueiro (defesa central).

## Carreira
Defendi foi formado nas categorias de base do Comercial de Ribeirão Preto. Ainda muito novo, foi transferido para o Cruzeiro e de lá, para o time inglês Tottenham. Rodrigo atuou apenas 1 ano com a camisa do mesmo, sendo logo emprestado para a Udinese da Itália, onde ficou por cerca de 2 temporadas. E acertou com a Roma, onde ficou por quatro temporadas. Em 2010, assinou com o Palmeiras, tendo chances de atuar apenas no time B e no ano seguinte, chegou ao Paraná Clube. Entre 2011 e 2012 representou o Vitória de Guimarães, em Portugal.
No dia 4 de janeiro de 2013, acertou seu retorno ao futebol brasileiro para atuar pelo Botafogo num contrato de uma temporada. Sem quase nenhuma oportunidade na temporada e sendo quinta opção na zaga acabou se transferindo no inicio de 2014 para o Vitória.

## Títulos
Roma
- Copa da Itália: 2006–07

Vitória de Guimarães
- Taça de Portugal: 2012–13

Botafogo
- Taça Guanabara: 2013
- Taça Rio: 2013
- Campeonato Carioca: 2013

Maribor
- Campeonato Esloveno: 2016–17
- Copa da Eslovênia: 2015–16

CD Aves
- Taça de Portugal: 2017–18